# Andropausa
Andropausa, Deficiência Androgênica do Envelhecimento Masculino (DAEM), Hipofunção Testicular, Insuficiência Androgênica Parcial do Homem Idoso ou Hipogonadismo Masculino Tardio são termos usados para classificar uma diminuição progressiva da produção de testosterona em homens com idade entre 40 e 55 anos. Apesar do termo "andropausa" ser popularmente mais difundido que os demais, não é apropriado usá-lo em profusão na área médica ou acadêmica, pois os sintomas diferem consideravelmente do seu equivalente feminino: a menopausa. O termo mais apropriado e aceito é "DAEM".
Enquanto a menopausa atinge todas as mulheres bruscamente após uma certa idade, a Deficiência Androgénica do Envelhecimento Masculino atinge apenas cerca de 20% dos homens após os 40 anos e aparece de forma lenta e gradual. Os sintomas podem se manifestar em uma extensa faixa etária, sendo que a síntese corporal de testosterona tende a diminuir cerca de 12% a cada década de vida.

## Causa

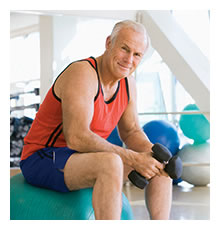
Exercitar e consumir pouca gordura animal e açúcar ajudam a aumentar os níveis de testosterona, prevenindo a andropausa e muitas outras doenças.

A testosterona é responsável por características associadas com o homem como: voz grossa, barba, pelos, musculatura, pomo de adão e a capacidade reprodutiva. A partir dos 40 anos, ocorre uma diminuição de 1,2% por ano nos níveis circulantes de testosterona livre. Logo aos 70 é cerca de 35% menor que os de um adulto jovem.
Esse declínio é multifatorial e envolvem, além da queda natural com a idade, alterações testiculares primárias, disfunção da regulação neuroendócrina das gonadotropinas, elevação das concentrações séricas de globulina ligadora de hormônios sexuais e redução da sensibilidade dos receptores androgênicos.
Tabagismo, consumo de álcool, sedentarismo, consumo de carne e alimentos gordurosos, estresse e depressão estão associados a queda significativa nos níveis de testosterona.

## Sinais e sintomas
Quanto maior a diminuição da testosterona maiores são os problemas que podem incluir:
- Diminuição da massa muscular;
- Aumento da gordura corporal;
- Diminuição do desejo sexual;
- Problemas de memória;
- Osteoporose e osteopenia (ossos frágeis);
- Diminuição do volume testicular;
- Dificuldade de concentração;
- Depressão (mau humor, desânimo, dificuldade em sentir prazer...).
- Sensação de calor excessivo

O começo dos sintomas geralmente ocorre por volta dos 60 anos, mas pode se manifestar também em homens mais jovens de acordo com a progressão do quadro

## Diagnóstico
Para verificar o possível quadro  de DAEM, devem  ser feitos testes de sangue, que medem o índice de testosterona livre e total e o nível de prolactina, que, se elevado, reduz a testosterona, podendo iniciar um processo de osteoporose, fraqueza muscular, aumento da massa gorda e dificuldades de ereção. Os testes de ereção devem ser feitos por um urologista e deve ser medida a densidade óssea (densitometria óssea).
Os homens não deixam de produzir espermatozóides e, portanto, continuam férteis.
O diagnóstico do hipogonadismo masculino tardio deve se basear em sintomatologia clínica e parâmetros bioquímicos, testosterona livre ou biodisponível. O questionário ADAM, Escala de Smith e colaboradores e o ASM são questionários válidos para avaliar os sintomas de andropausa.

## Tratamento
A reposição hormonal só deve ser feita quando os níveis de testosterona estão abaixo de 300 ng/dL para evitar possíveis efeitos colaterais indesejados como aumento no risco de doenças cardiovasculares, policitemia vera (excesso de células sanguíneas), apneia do sono (falta de ar durante a noite), hepatotoxicidade (desgaste do fígado), ginecomastia (raro acúmulo de gordura no peito), hipertensão e principalmente de doenças na próstata.
Possíveis benefícios da reposição hormonal são:
- Restauração da massa óssea, força muscular e estrutura corporal;
- Melhora no desejo e desempenho sexual;
- Melhora do humor e da qualidade de vida;
- Melhora das funções cognitivas;
- Melhor metabolização de carboidratos e gorduras;

A reposição hormonal de testosterona pode ser feita por comprimidos, adesivos, implantes subcutâneos ou injeções intramusculares regulares de 4 esteres de testosterona diferentes. As injeções são o tratamento mais usado e mais econômico. Exame de próstata são necessários para prevenir câncer e outras doenças no local.
Outros tratamentos recomendados são uma hora de exercícios aeróbicos diários, alimentação balanceada rica em fibras, com pouca gordura e carboidratos, manter uma vida sexual ativa e fazer psicoterapia para lidar com stress, depressão e falta de desejo sexual.